# Anneau du Rhin
El Anneau du Rhin es un circuito de carreras de 3.621 km de longitud situado cerca de Biltzheim, Francia, a unos 35 km al norte de Mulhouse. Se utiliza principalmente para carreras y eventos deportivos de clubes, días de pista y presentaciones.

## Historia
El circuito fue diseñado y construido en 1996 por Marc Rinaldi en el sitio de un antiguo coto de caza y ahora lo dirige su hijo François Rinaldi. Se encuentra 2 km sureste del pueblo de Biltzheim. En 2004, la ruta se amplió con un bucle al oeste. La ruta se repavimentó por completo en agosto de 2011 y se ensanchó un metro. Desde 2013 existe una pista para motos con una longitud de  que se puede ampliar hasta 4 km si es necesario.

## Eventos destacados
En abril de 2022, se anunció que Anneau du Rhin albergaría una ronda de la Copa Mundial de Turismos del 6 al 7 de agosto. Esto luego de la suspensión de las rondas de Rusia y Chequia tras la invasión rusa a Ucrania. Nathanaël Berthon y Robert Huff fueron los ganadores.

## Récords de vuelta
| Categoría                        | Tiempo                           | Conductor                        | Vehículo                         | Evento                                      |
| Circuit de Compétition: 3.621 km | Circuit de Compétition: 3.621 km | Circuit de Compétition: 3.621 km | Circuit de Compétition: 3.621 km | Circuit de Compétition: 3.621 km            |
| -------------------------------- | -------------------------------- | -------------------------------- | -------------------------------- | ------------------------------------------- |
| TCR                              | 1:28.334                         | Mikel Azcona                     | Hyundai Elantra N TCR            | Carrera de Alsacia Gran Este de 2022 (WTCR) |